# Henrietta Adelaide av Savojen
Henriette Adelaide Marie av Savojen, född 1636, död 1676, kurfurstinna av Bayern, gift med Ferdinand Maria, kurfurste av Bayern. Hon var politiskt aktiv och ansvarig för Bayerns profranska politik samt för introduceringen av italiensk konst och kultur i Bayern. 

## Biografi
Henrietta Adelaide var dotter till Viktor Amadeus I av Savojen och Christine Marie av Frankrike och kusin till Ludvig XIV. Hon blev 14 maj trolovad och den 8 december 1650 vigd per procura vid Bayerns tronföljare Ferdinand Maria i Turin, med sin bror som brudgummens ombud. Äktenskapet hade arrangerats som ett andrahandsval, sedan hennes mor hade misslyckats med att arrangera ett äktenskap med hennes kusin Ludvig XIV. Bayern sökte en katolsk prinsessa som kunde tala tyska som brud åt sin tronföljare, och sedan de med hjälp av en spion hade fått veta att Henrietta Adelaide var vackrare än sin syster, bad de om att få henne. På grund av hennes svärfars död kort efter bröllopet, anlände hon inte till Bayern förrän 1652, när hon vigdes en andra gång vid Ferdinand Maria den 25 juni i München. 
Henrietta Adelaide beskrivs som vacker och intresserad av politik och kultur, och hon fick ett stort inflytande över Ferdinand Maria inom dessa områden. Hon ingrep i statsaffärerna i egenskap av sin makes politiska rådgivare. Hon arbetade främst för en förändring i Bayerns utrikespolitik och låg bakom Bayerns omsvängning då det slöt förbund med Frankrike mot Habsburg, vilket cementerades i trolovningen mellan hennes dotter Victoria och Frankrikes tronföljare 1668. Som kurfurstinna stod hon värdinna för hovfester som blev kända för sin prakt. Hon inbjöd italienska konstnärer till hovet, introducerade den italienska operan i Bayern, och hade en del i uppförandet av det berömda slottet Nymphenburg och kyrkan Theatinerkirche. När familjens bostad fattade eld och brann ned 1674, räddade hon maken och sina barn undan elden och flydde barfota, något som skadade hennes hälsa och så småningom ledde till hennes död efter två års sjukdom 1676.    
På grund av hennes långvariga barnlöshet, gjorde hon en pilgrimsfärd till källan i Bad Heilbrunn 1659, och när hon strax därefter blev gravid med den blivande tronföljaren, namngavs en källa där efter henne.